# Xã Arcada, Michigan
Xã Arcada (tiếng Anh: Arcada Township) là một xã thuộc quận Gratiot, tiểu bang Michigan, Hoa Kỳ. Năm 2010, dân số của xã này là 1.681 người.